# Bola de Fogo
Ball of Fire (pt/br: Bola de Fogo) é um filme estadunidense de 1941, uma comédia realizada por Howard Hawks. É uma versão da Branca de Neve e os Sete Anões, adaptada por Billy Wilder e Charles Brackett.

## Sinopse
Uma dançarina burlesca é obrigada pelas circunstâncias a se esconder na Fundação habitada por oito professores de meia idade e celibatários que escrevem uma enciclopédia; o único jovem do grupo é Bertram Potts (Gary Cooper), que cruza com a moça enquanto procura fontes para sua pesquisa sobre slang (um tipo de linguagem popular, girias), um dos verbetes da Enciclopédia.

## Elenco
| Ator/Atriz       | Personagem          |
| ---------------- | ------------------- |
| Barbara Stanwick | Sugarpuss O'Shea    |
| Gary Cooper      | Prof. Bertram Potts |
| Oskar Homolka    | Prof. Gurkakoff     |
| Henry Travers    | Prof. Jerome        |
| S.Z. Sakall      | Prof. Magenbruch    |
| Tully Marshall   | Prof. Robinson      |
| Leonid Kinskey   | Prof. Quintana      |
| Richard Haydn    | Prof. Oddly         |
| Aubrey Mather    | Prof. Peagram       |

## Prémios e indicações
- Indicado ao Óscar de melhor actriz por Barbara Stanwyck
- Indicado ao Óscar de melhor música
- Indicado ao Óscar de melhor filme dramático
- Indicado ao Óscar de melhor som
- Indicado ao Óscar de melhor argumento